# Jan Harm Weijns
Jan Harm Weijns, ook J.H. Weijns en J.H. Weyns, (Zwolle, 6 december 1864 – Rotterdam, 14 december 1945) was een Nederlands schilder, tekenaar en academiedocent.

## Leven en werk
Weijns was een zoon van scheerder Arie Nicolaas Weijns en Alida Maria Weijns. Hij kreeg aan de stadstekenschool in Zwolle les van Jan Derk Huibers. Hij vervolgde zijn opleiding aan de Rijksnormaalschool voor Teekenonderwijzers in Amsterdam (1881-1885), onder Willem Molkenboer, waar hij de MO-akte tekenen behaalde. 
Na z'n studie keerde Weijns korte tijd terug naar Zwolle en werd in 1886 tekenleraar in Enschede. In 1892 werd hij benoemd tot leraar aan de HBS aan de Kortenaerstraat in Rotterdam, vanaf 1895 was hij daarnaast docent aan de Academie van Beeldende Kunsten en Technische Wetenschappen. Tot zijn leerlingen behoorden Otto van Bennekom, Jan Havermans, Wam Heskes, Dirk Homberg en Otto Verhagen.
Hij werd in 1925 benoemd tot ridder in de Orde van Oranje-Nassau. Hij overleed in 1945, op 81-jarige leeftijd.

## Werk
Weijns schilderde en tekende onder meer landschappen, portretten, interieurs en stillevens. Hij was aangesloten bij Arti et Amicitiae, Sint Lucas, de Pulchri Studio en de Rotterdamsche Kunstenaars-Sociëteit. Hij exposeerde meerdere malen en won met zijn werk zilveren medailles in Amsterdam (1912) en San Francisco (1916). 

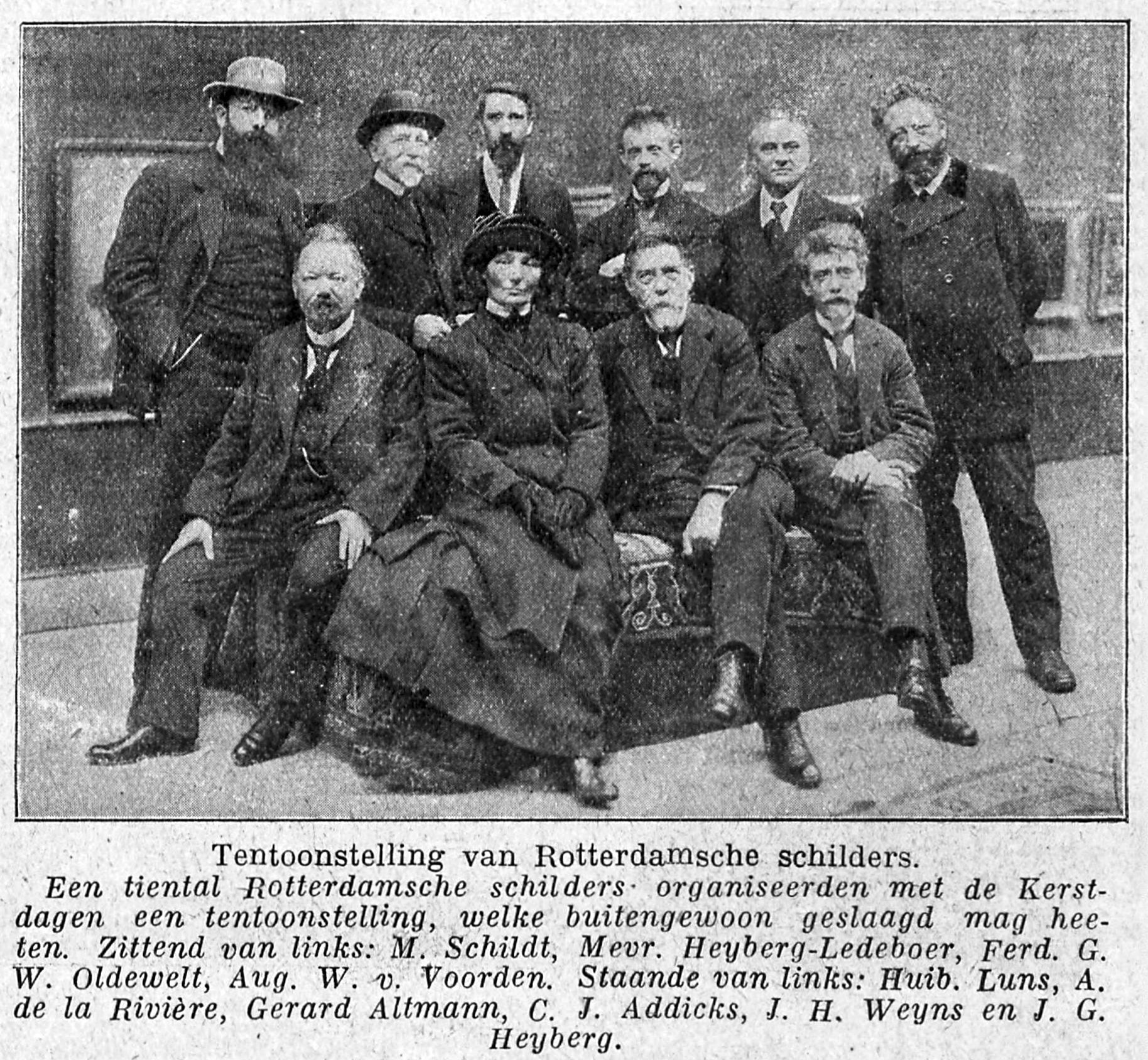
Tien Rotterdamse Schilders, Tilburgse Courant 16-01-1916

Vanaf 1915 exposeerde Weijns met De Rotterdamsche Tien, een club kunstenaars die verder bestond uit Christiaan Johannes Addicks, Gerard Altmann, J.G. Heijberg, Sara Heijberg-Ledeboer, Huib Luns, Ferdinand Oldewelt, Adriaan de la Rivière, Martin Schildt en August Willem van Voorden.

### Galerij

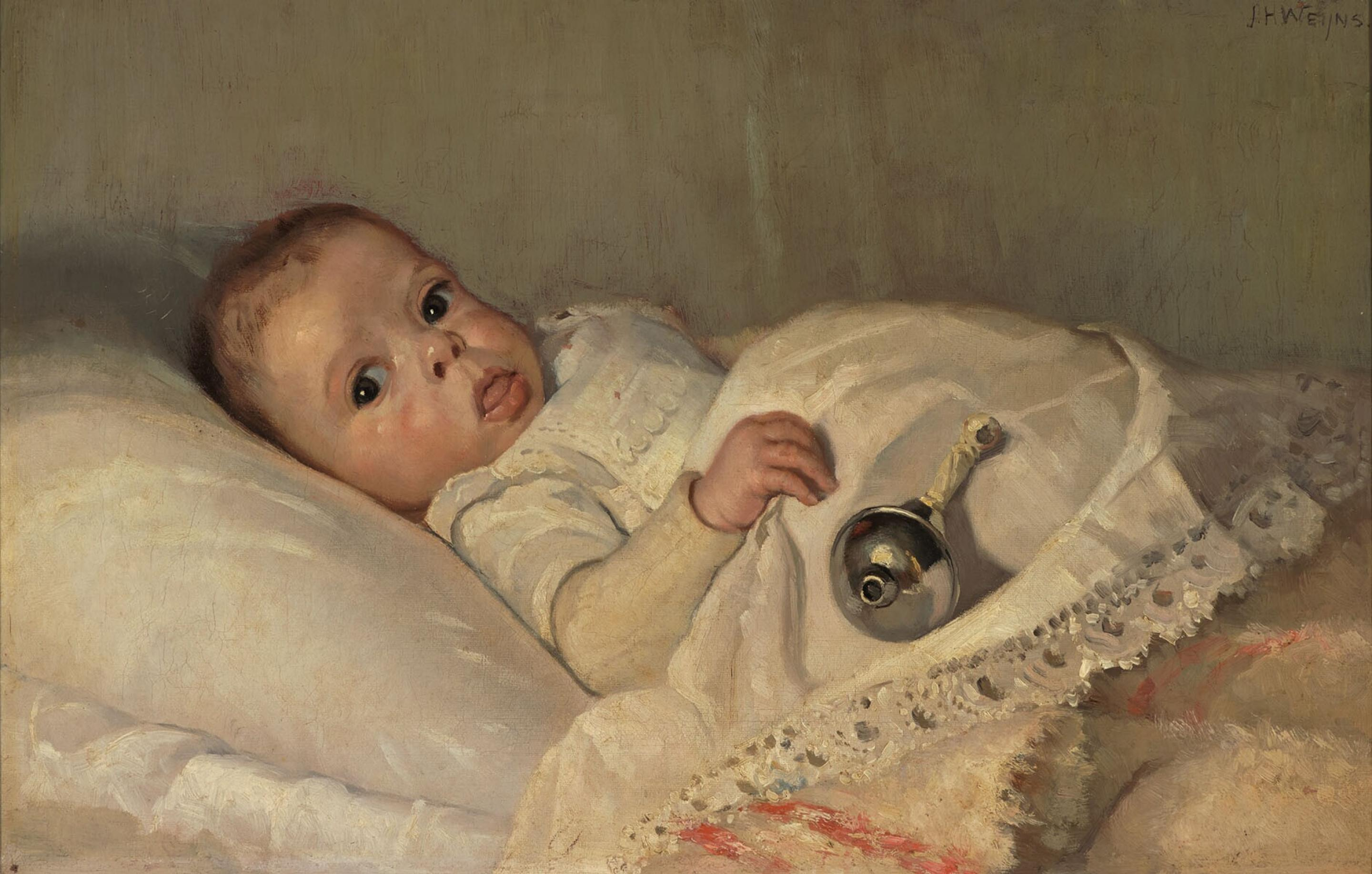
In het wiegje (1895)
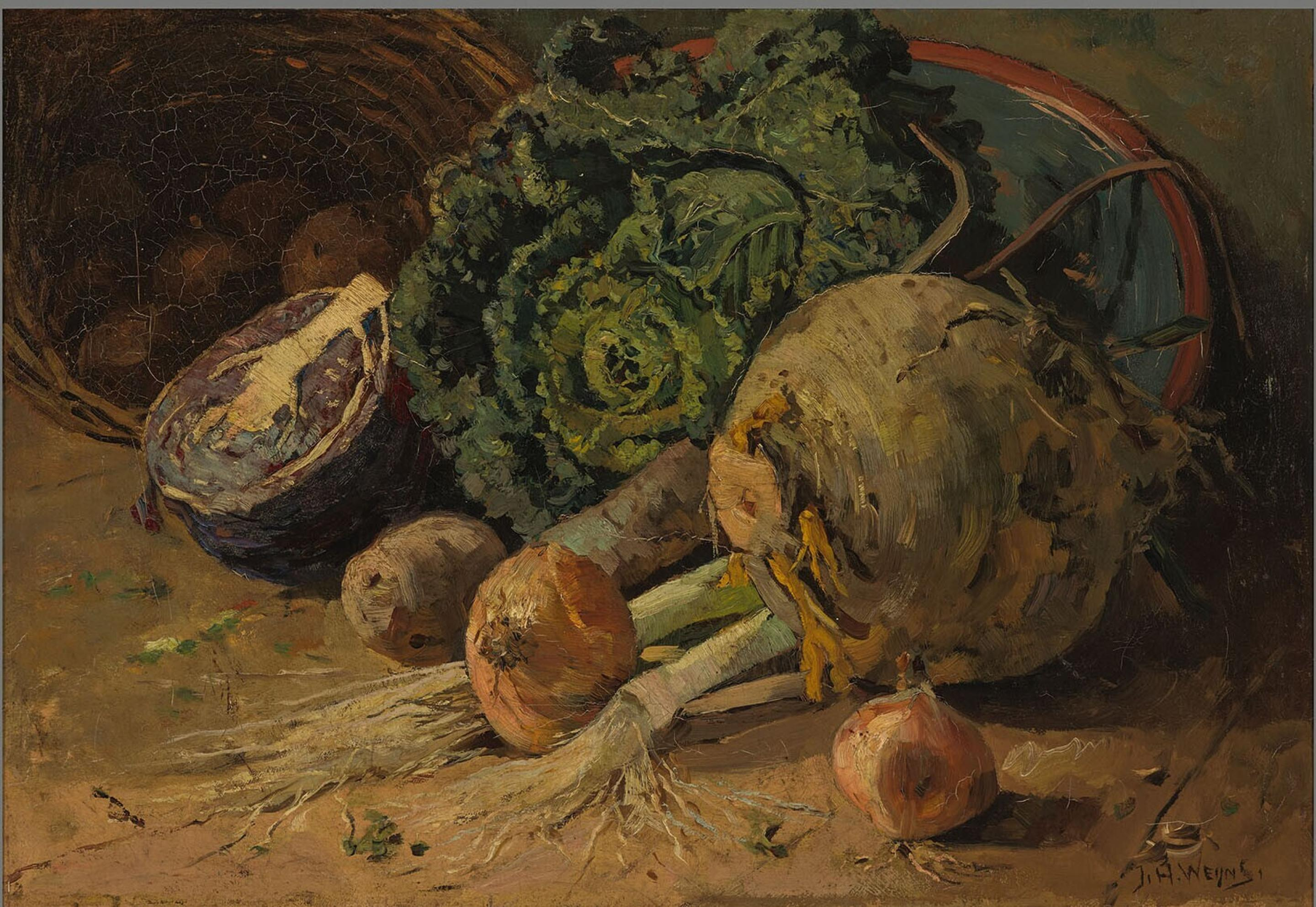
Stilleven (ca. 1905)
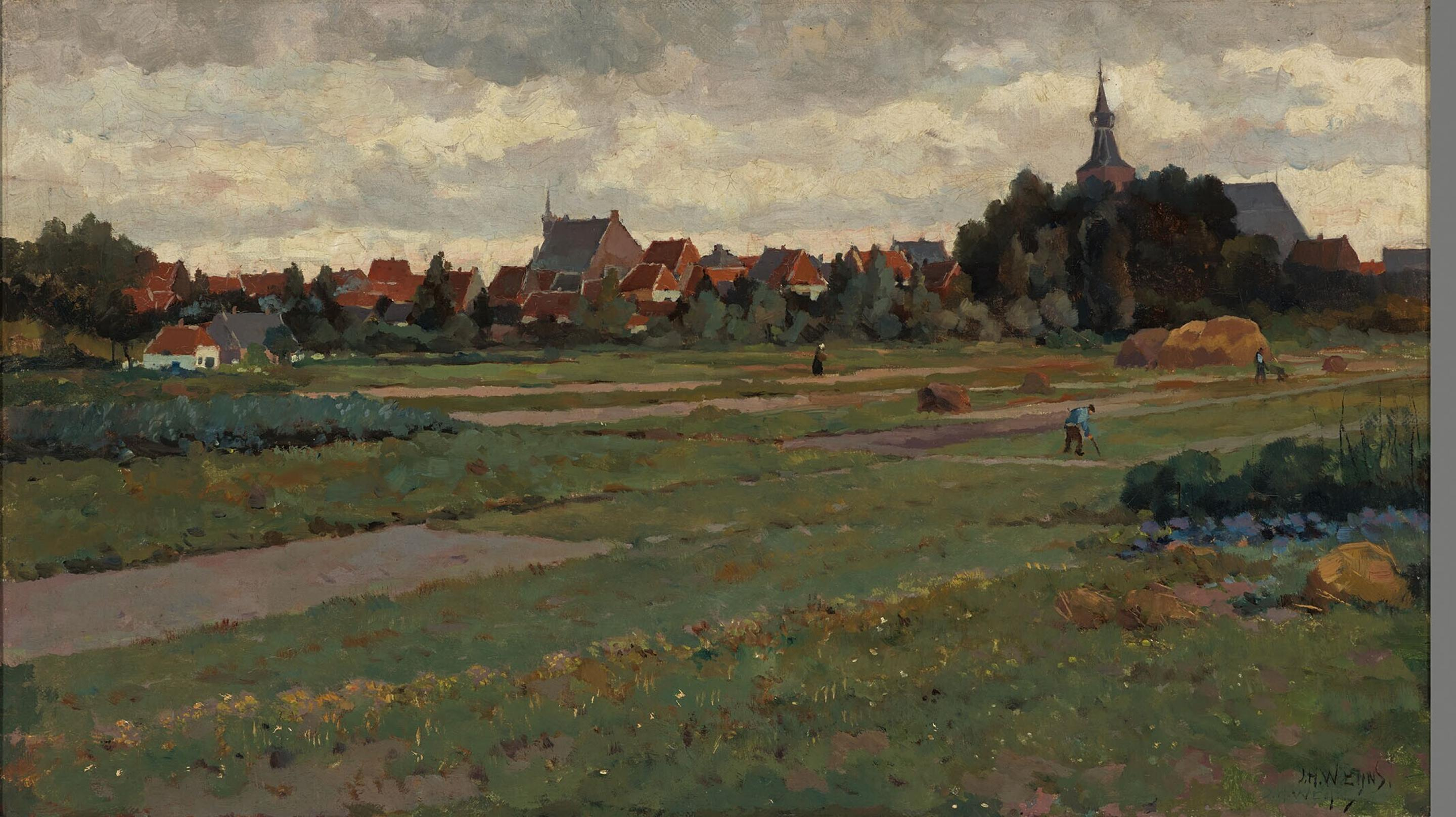
Gezicht op Hattem (1917)
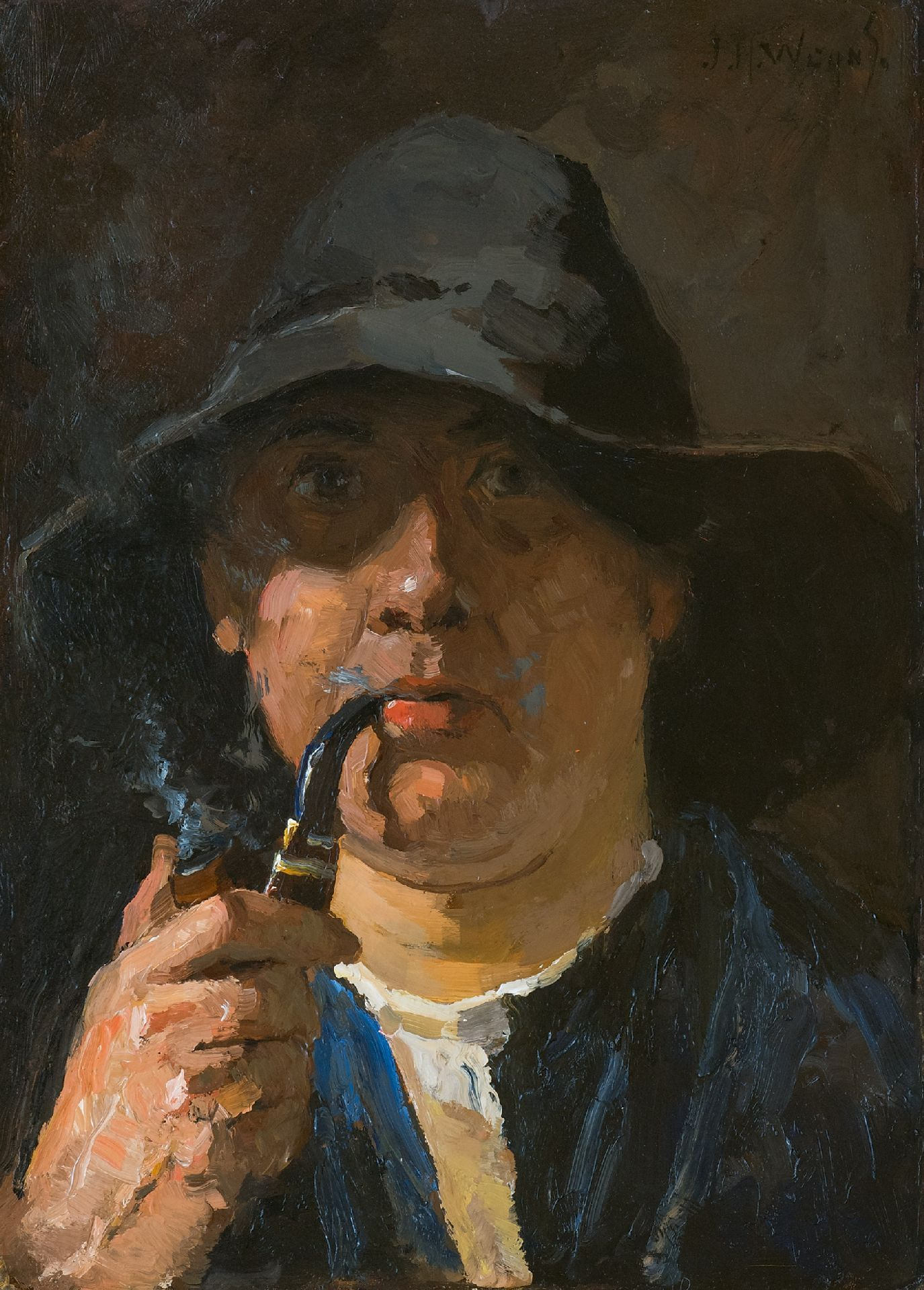
Zelfportret met pijp
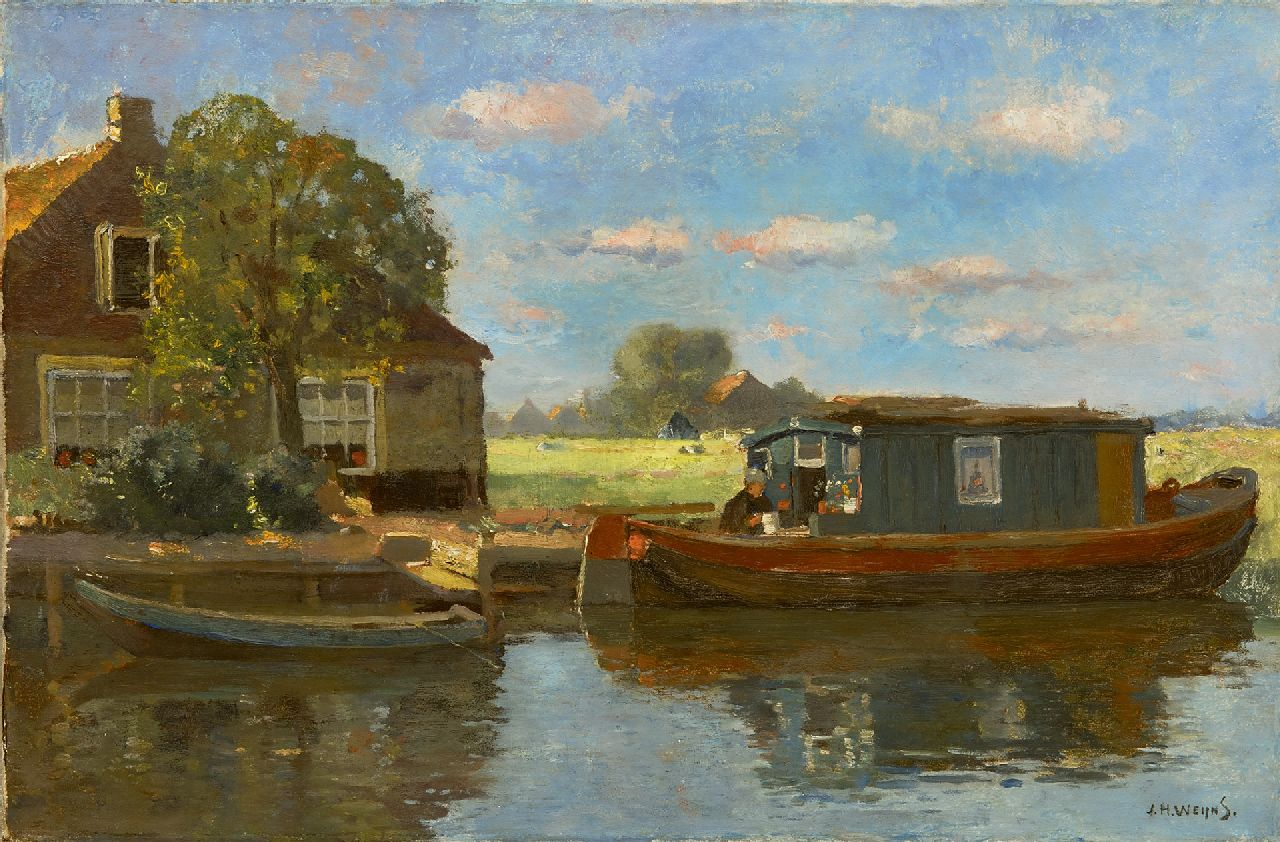
Afgemeerde schuit in Katwijk aan den Rijn

- Biografisch Portaal: 04446966
- RKD-Nederlands Instituut voor Kunstgeschiedenis: 83984